# دار سليم
دار سليم (بالدنماركية: Dar Salim)‏ (18 آب/أغسطس 1977 - ) هو ممثل دنماركي من أصل عراقي ولد في مدينة بغداد عاصمة العراق، هو أحد الحرس الملكي السابق في الجيش الدنماركي ، بعد أن خدم في الحراسة في القصور الملكية ، وكذلك مع الكتيبة الأولى ، شركة المشاة الآلية الأولى ، الفصيلة الثانية.

## أعماله
مثل في عدة أفلام ومسلسلات منها مسلسل (Borgen) في 2013 وفلم (Submarino) في 2010 وفلم (A Hijacking) في 2012 و فلم (Tatort) في 2014 وفلم خروج: الآلهة والملوك في 2014 مع كريستيان بيل حيث مثل دور خاين نائب الفرعون، دار سليم يقيم في مدينة كوبنهاغن في الدنمارك بعد أن هاجر إلى هناك وهو بعمر 6 حاليا لديه ولد إسمه زيدان من عشيقته الدنماركية ميتا لويس فولداغر.

## روابط خارجية
- دار سليم على موقع IMDb (الإنجليزية)
- دار سليم على موقع مونزينجر (الألمانية)
- دار سليم على موقع ألو سيني (الفرنسية)
- دار سليم على موقع أول موفي (الإنجليزية)
- دار سليم على موقع قاعدة بيانات الأفلام السويدية (السويدية)
- دار سليم على موقع قاعدة بيانات الفيلم (الإنجليزية)
- دار سليم على موقع كينوبويسك (الروسية)